# Richard Kubla
Richard Kubla (11. února 1890 Ostrava – 9. července 1964 Praha) byl český operní pěvec (tenorista).

## Životopis
Už jako dítě projevoval hudební nadání. Učil se hrát na housle a v roce 1897 jako sedmiletý hudebně vystupoval na veřejnosti. Byl žákem Musik-Bildungs-Anstalt v Moravské Ostravě a s velkým úspěchem vystupoval na mnoha koncertech. Jako tenorista se divákům poprvé představil roku 1910.
Původně chtěl po maturitě na gymnáziu studovat práva, nakonec se však rozhodl pro vídeňskou konzervatoř, kterou navštěvoval v létech 1911–1914. Po absolutoriu získal místo v Lidové opeře ve Vídni. Počátkem dvacátých let 20. století se vrátil do Čech a působil jako sólista v pražském Německém divadle. Až do roku 1945 také pravidelně hostoval v Národním divadle.
Díky svému hlasu často vystupoval na zahraničních scénách, např. v Budapešti, Hamburku, Chicagu, Káhiře, Mnichově či New Yorku.
Byl třikrát ženat, v letech 1916 až 1920 s Ludmilou Maškovou (1890–1976), v letech 1928 až 1939 s Vlastou Pešánkovou (1897), a nakonec od roku 1940 se známou operní pěvkyní a profesorkou zpěvu Nektar de Flondor.